# Donax vittatus
Donax vittatus är en musselart som först beskrevs av da Costa 1778.  Donax vittatus ingår i släktet Donax och familjen Donacidae. Arten är reproducerande i Sverige. Inga underarter finns listade i Catalogue of Life.

## Bildgalleri

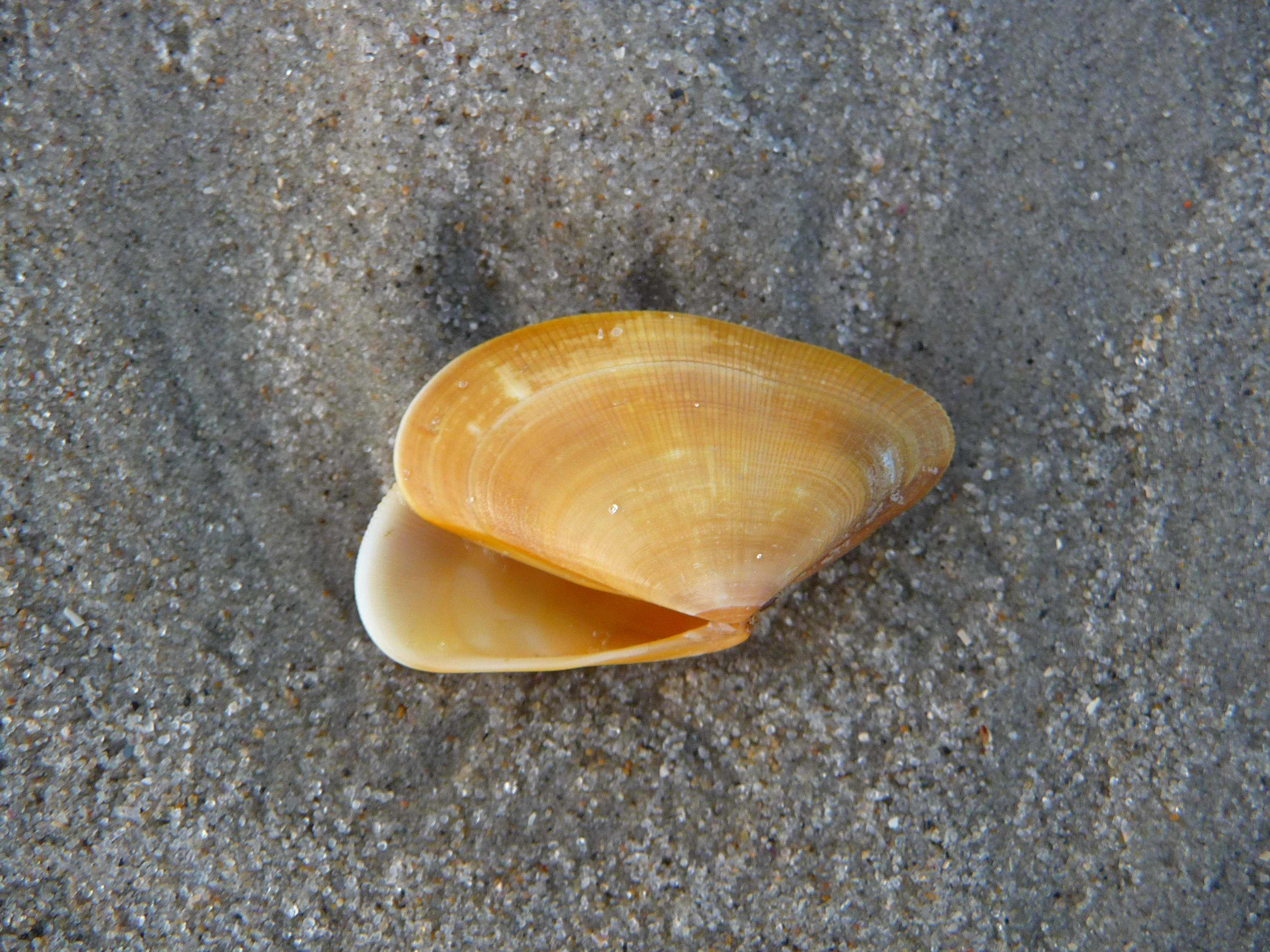
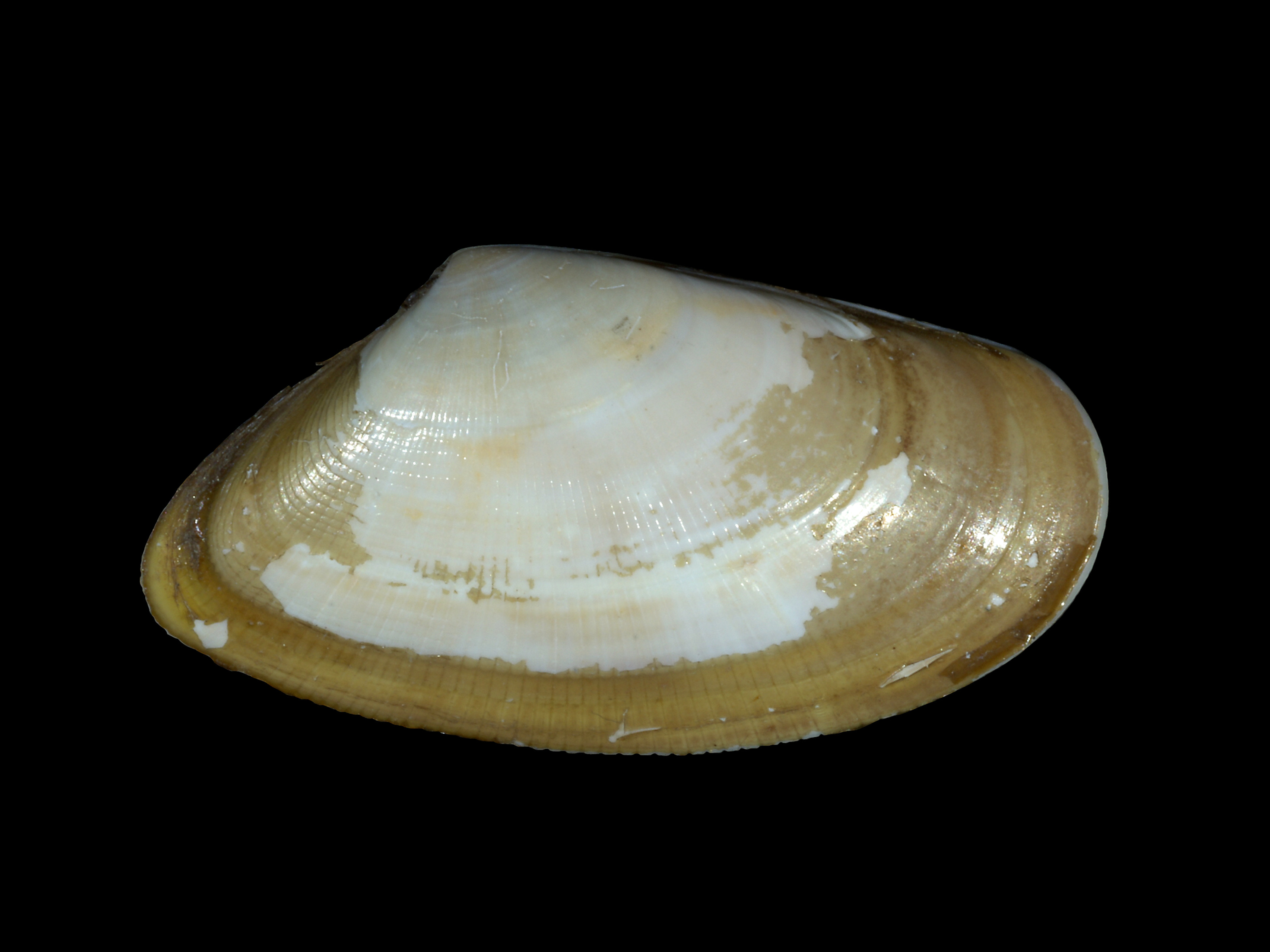